# Saint-Lyphard
Saint-Lyphard est une commune de l'Ouest de la France, située dans le département de la Loire-Atlantique, en région Pays de la Loire. Elle fait partie du pays de Guérande, un des pays traditionnels de Bretagne. Son église est édifiée sur une butte : le clocher de cette église offre un panorama sur le marais de Brière, et les alentours.

## Géographie

### Localisation
Saint-Lyphard est située dans l'ouest du département de la Loire-Atlantique, à 14,7 km à vol d’oiseau à l'ouest de Saint-Nazaire, chef-lieu de l’arrondissement auquel appartient la localité ; elle est également à 45 km à vol d’oiseau au sud-est de Vannes et à 60 km à l'ouest de Nantes,. Saint-Lyphard est à la limite occidentale de la Brière.
| - OpenStreetMap Limites communales. - Frontières de Saint-Lyphard avec les communes limitrophes. |

La commune est installée sur l'isthme étroit qui rattache la presqu'île guérandaise — dont le nord est presque entièrement cerné par des marais — au continent. Cet étroit passage est situé au lieu-dit Le Fauzard, au nord, à proximité de la route départementale 47, entre le bourg et Marlais, écart d'Herbignac. Cette bande d'alluvions, « ensellement » de deux mètres de dénivelé, constitue le seul passage à sec naturel entre la côte et l'arrière-pays de l'est. Décrivant en 1883 l’ouvrage des Gros Fossés, qui traversait l’isthme d’est en ouest, Pitre de Lisle du Dreneuc estime sa longueur à près de trois kilomètres.
| Herbignac |                                  |               |
|           | Saint-Lyphard                    | Saint-Joachim |
|           | Guérande et Saint-André-des-Eaux |               |

### Géologie et relief
La superficie de la commune est de 2 463 hectares ; son altitude varie entre zéro et vingt-et-trois mètres. Le point le plus bas se situe à l’ouest du territoire, en un point du lieu-dit Les Crolières, alors que l'altitude culmine au rocher du Rohain, au sud-est.
Le bourg s’est développé sur un plateau dont l’altitude varie de 5 à 13 mètres et dont les bords redescendent de chaque côté à des altitudes de 3 à 5 mètres dans la vallée du Mès à l’ouest et à des altitudes de 2 à 3 mètres sur les bords du marais de Grande Brière.
La commune est presque entièrement établie sur deux formations géologiques principales, le granite de Guérande au sud et les micaschistes d'Assérac au nord,.
La presqu'île guérandaise est divisée en deux entités distinctes, le pays métais et le pays paludier, séparées par l'abrupt du coteau de Guérande. Cette faille rectiligne s’étend de Saint-Nazaire — pointe de Chemoulin — à Piriac-sur-Mer — pointe du Castelli ; elle est parallèle au Sillon de Bretagne au nord-est — et de même origine que ce dernier — et à la côte de la presqu'île du Croisic au sud. Cet ensemble de reliefs parallèles est une réactivation d'accidents tectoniques anciens, mis en place au cours de l'orogenèse varisque, par les derniers contrecoups de la surrection des Alpes au cours des derniers millions d'années et consécutive à l’ouverture de l’océan Atlantique et du golfe de Gascogne.
Les micashistes d'Assérac, de Saint-Lyphard et de Saint-Molf, roches métamorphiques, sont contemporains de cette période, datant de près de 350 millions d'années.
Le granite de Guérande, sur lequel est bâti le village de La Madeleine, s'est formé dans la seconde partie de l'Ère primaire, il y a environ 320 millions d'années. Granite et micashistes sont traversés par des fillons d'orientation sud-ouest nord-est : un fillon de quartz veinant le granite sert d'assise au village du Crugo, alors que des quartzites graphitiques traversent les micaschistes.
Le flanc nord du massif de Guérande, dans la direction de Saint-Lyphard, a été érodé depuis l'Ére primaire et des alluvions quaternaires (sables et argiles) se sont déposées dans plusieurs vallées d'orientation sud-ouest nord-est. Les alluvions les plus anciennes se sont déposées avant la dernière glaciation, qui s'est achevée il y a 10 000 ans. Durant celle-ci, la mer se situe à un niveau d'au moins 100 mètres au-dessous du niveau actuel et des rivières entaillent sévèrement les vieux massifs de vallées profondes.
Lors de la déglaciation, ces vallées sont envahies par les eaux, et de grandes quantités d'alluvions argileuses s'y déposent : 12 mètres en Brière, mais jusqu'à 35 mètres à Arzal.
La montée des eaux n'étant pas linéaire dans le temps, un arrêt se produit il y a entre 7 000 et 5 000 ans, et un cordon littoral se crée entre Saint-Nazaire, Donges et Montoir-de-Bretagne : la zone de l'actuelle Brière est isolée de la mer et forme une lagune, qui accueille des forêts de chênes, bouleaux et merisiers, et où vivent les hommes du Néolithique.
Il y a 5 000 ans, le niveau de la mer reprend sa montée, jusqu'à 15 mètres au-dessus du niveau actuel. Le cordon littoral ne résiste pas longtemps et se brise il y a 4 000 ans, provoquant l'inondation de la Brière et la fuite de ses habitants. Les arbres meurent, tués par l'eau et le sel, et forment le morta. Un nouveau recul des eaux marines transforment la Brière en marais et la décomposition des plantes aquatiques recouvre les argiles d'une épaisseur de tourbe.

### Hydrographie
Le réseau hydrographique de la commune s’étend sur deux bassins versants distincts, celui de la Loire et celui de la Vilaine. De nombreux petits ruisseaux, des étangs et des mares alimentent les marais qui cernent la commune, à l’ouest (Brière) comme à l’est (Mézerac). Un seul cours d’eau d’importance, le ruisseau du Mès, est noté à la limite ouest ; il relie le marais de Mézérac à celui du Mès.

### Climat
Pour des articles plus généraux, voir Climat des Pays de la Loire et Climat de la Loire-Atlantique.
En 2010, le climat de la commune est de type climat méditerranéen altéré, selon une étude du CNRS s'appuyant sur une série de données couvrant la période 1971-2000. En 2020, Météo-France publie une typologie des climats de la France métropolitaine dans laquelle la commune est exposée à un climat océanique et est dans la région climatique Bretagne orientale et méridionale, Pays nantais, Vendée, caractérisée par une faible pluviométrie en été et une bonne insolation.
Pour la période 1971-2000, la température annuelle moyenne est de 12,2 °C, avec une amplitude thermique annuelle de 12,5 °C. Le cumul annuel moyen de précipitations est de 773 mm, avec 11,9 jours de précipitations en janvier et 5,8 jours en juillet. Pour la période 1991-2020, la température moyenne annuelle observée sur la station météorologique de Météo-France la plus proche, sur la commune de Herbignac à 6 km à vol d'oiseau, est de 12,6 °C et le cumul annuel moyen de précipitations est de 886,4 mm,. Pour l'avenir, les paramètres climatiques de la commune estimés pour 2050 selon différents scénarios d'émission de gaz à effet de serre sont consultables sur un site dédié publié par Météo-France en novembre 2022.

### Voies de communication et transports

#### Voies de communication

##### Anciennes voies de communication
Une voie romaine a relié Guérande à Rieux — commune située dans le Morbihan, sur la rive droite de la Vilaine et à la confluence de l'Oust. Sans doute construite à l’époque gallo-romaine, elle emprunte l’isthme de Saint-Lyphard.
Le sentier de grande randonnée GR3 suit, en partie, le tracé de cette voie pavée encore visible au XXIe siècle, depuis le l’ouest de Saint-Lyphard en se dirigeant vers le nord, en direction du bourg d’Herbignac.

« De Duretie à Grannona (Guérande) la voie est beaucoup mieux connue : et s'il n'en reste aujourd'hui que peu de fragments visibles, on sait, grâce aux travaux de MM. de Closmadeuc, Desmars, de Kersabiec et autres explorateurs intrépides de notre littoral, qu'elle se détachait de la grande voie de Nantes à Gesocribate […] au-dessous de Férel, et gagnait Guérande par Herbignac et Saint-Lyphard, traversant la fameuse redoute des Grands-Fossés, qui fermait la presqu'île guérandaise, et que César, selon toutes les probabilités , dut forcer dés l'abord pour attaquer ensuite successivement les oppida qu'elle protégeait. Ce tronçon complétait, avec la voie de la Loire, qui arrivait à Guérande en suivant le pied des collines d'Escoublac, Beslon, Carheil et Congor, la ceinture du littoral. »

— René Kerviler, 1874.
Le pont de Gras est situé sur le chemin reliant les villages de Kerbourg et Gras ; il s'agit plutôt d'un gué qui permet de franchir le Mès juste avant les marais de Pompas. Il est formé d'un alignement de grosses pierres plates posées à même le sol sur quelques dizaines de mètres, en travers du lit du cours d'eau, sur une distance de cinquante mètres au milieu des roseaux. Au centre, la pierre principale est surélevée afin de permettre au Mès de s'écouler par-dessous. L'ensemble provoque une sorte de petit barrage, parfois submergé en hiver.
Le pont semble dater du Ier siècle, à l'époque gallo-romaine,,.

##### Voies de communication actuelles
Les routes départementales D47, qui relie Saint-Nazaire et Férel[réf. nécessaire], et D51 en provenance de Guérande et de La Chapelle-des-Marais[réf. nécessaire], sont les deux voies principales qui unissent la commune au reste du département. Au sud de la commune, la D48 débute à  la D47 et se dirige vers l’ouest, en direction de Saint-Molf ; elle coupe la D51 au lieu-dit Quatre Routes où un carrefour giratoire a été aménagé. 
Plus au nord, la D52 permet de rejoindre Piriac-sur-Mer[réf. nécessaire].
Enfin, la D83 se dirige de la localité vers Tréhiguier — lieu-dit de Pénestin — et est prolongée dans le Morbihan par la D192[réf. nécessaire].
Le pont de Gras est un ouvrage qui relie les villages de Gras et de Kerbourg ; il a été restauré en 2014.
Depuis 2017, une piste cyclable relie le centre de Guérande au port de Bréca, en passant par le village de La Madeleine ; elle emprunte des chemins agricoles en traversant les lieux-dits guérandais de Kercassier et de Kergaigne, puis rejoint la route communale à l’entrée de La Madeleine. La piste est connectée aux réseaux Vélocéan au sud et Cap sur le vélo au nord, le réseau cyclable de Cap Atlantique,.
En outre, plusieurs circuits cyclistes sillonnent la Brière et traversent la localité,.

#### Transport
Saint-Lyphard était auparavant desservie par les autocars départementaux du réseau Lila, géré par le conseil départemental de la Loire-Atlantique. Depuis le 1er septembre 2015, le réseau Lila Presqu'île remplace le réseau Lila à Saint-Lyphard et dans toute la presqu'île guérandaise,,. La ligne 2 — Herbignac - Saint-Lyphard - Guérande - Saint-Nazaire — possède des arrêts situés sur le territoire de la commune (La Chapelle, stade, mairie, calvaire, Le Mouchoir, Le Brunet, Kerhinet et Quatre routes).

## Urbanisme

### Typologie
Au 1er janvier 2024, Saint-Lyphard est catégorisée bourg rural, selon la nouvelle grille communale de densité à sept niveaux définie par l'Insee en 2022.
Elle appartient à l'unité urbaine de Saint-Lyphard, une unité urbaine monocommunale constituant une ville isolée,. Par ailleurs la commune fait partie de l'aire d'attraction de Saint-Nazaire, dont elle est une commune de la couronne,. Cette aire, qui regroupe 24 communes, est catégorisée dans les aires de 200 000 à moins de 700 000 habitants,.

### Planification
En matière d’urbanisme, la commune de Saint-Lyphard doit satisfaire aux directives et décisions environnementales de quatre documents : la directive territoriale d’aménagement de l’estuaire de la Loire (DTA), la charte du parc naturel régional de Brière, le schéma de cohérence territoriale (Scot) élaboré par la communauté d'agglomération de la Presqu'île de Guérande Atlantique et approuvé par le conseil communautaire le 19 mars 2018 et le programme local de l'habitat (PLH) émis à l’échelle de la communauté d’agglomération,.
D'autres dispositions sont également contraignantes pour l'élaboration des plans locaux d'urbanisme (PLU) de la commune, telles celles contenues dans le schéma directeur d’aménagement et de gestion de l’eau en Loire-Bretagne (SDAGE), et les schémas d'aménagement et de gestion de l’estuaire de la Loire et de la Vilaine (SAGE).

### Occupation des sols

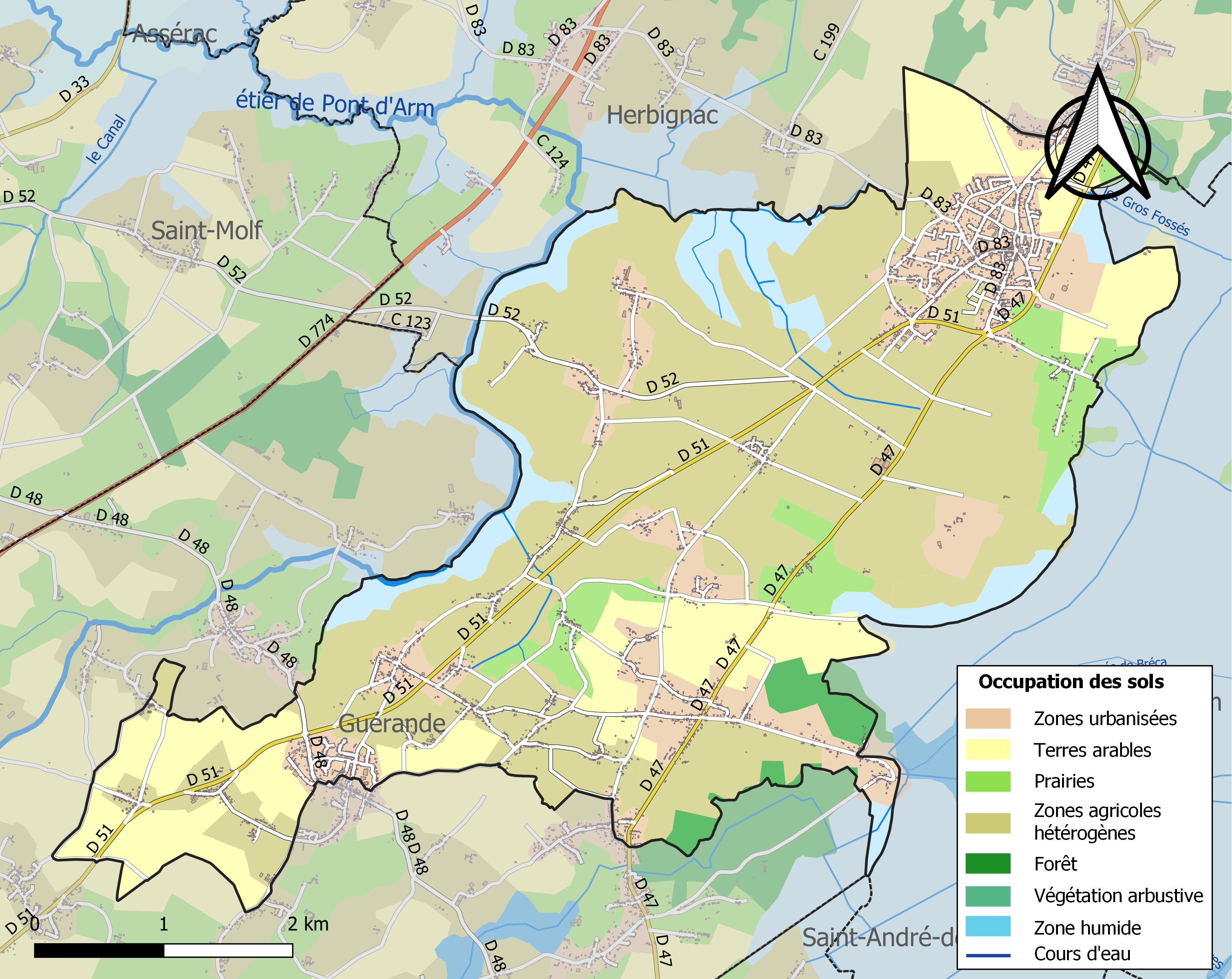
Carte des infrastructures et de l'occupation des sols de la commune en 2018 (CLC).

Le tableau ci-dessous présente l'occupation des sols de la commune en 2018, telle qu'elle ressort de la base de données européenne d’occupation biophysique des sols Corine Land Cover (CLC).
| Type d’occupation                                                                   | Pourcentage | Superficie (en hectares) |
| ----------------------------------------------------------------------------------- | ----------- | ------------------------ |
| Tissu urbain discontinu                                                             | 13,0 %      | 319                      |
| Équipements sportifs et de loisirs                                                  | 2,3 %       | 57                       |
| Terres arables hors périmètres d'irrigation                                         | 16,6 %      | 407                      |
| Prairies et autres surfaces toujours en herbe                                       | 6,0 %       | 146                      |
| Systèmes culturaux et parcellaires complexes                                        | 48,4 %      | 1186                     |
| Surfaces essentiellement agricoles interrompues par des espaces naturels importants | 4,1 %       | 10                       |
| Forêts de feuillus                                                                  | 0,8 %       | 19                       |
| Forêts mélangées                                                                    | 1,1 %       | 27                       |
| Marais intérieurs                                                                   | 7,7 %       | 189                      |
| Source : Corine Land Cover                                                          |             |                          |

### Morphologie urbaine
L'ouvrage Saint-Lyphard dans l'histoire répertorie 82 lieux-dits sur le territoire communal. De nombreux écarts et villages portent des noms à consonance bretonne. C'est le cas d'un nombre important de localités et villages de la Brière situés à l'ouest d'une ligne allant de Saint-Malo-de-Guersac à La Chapelle-des-Marais ; à l'est de cet axe, les toponymes d'origine bretonne sont peu nombreux.
Outre le bourg proprement dit, situé au nord, et La Madeleine, village qui se situe à cheval sur les communes de Guérande et de Saint-Lyphard, le long de la D 51 et qui dispose d’un fonctionnement propre — écoles, église, mairie annexe —, on peut citer Kerbourg, Kerhinet et les ports de Bréca, de La Pierre fendue et de La Belle Fontaine, qui rassemblent habitations et activités économiques et touristiques.

### Logement

#### Habitat traditionnel
Les habitations traditionnelles de plus de 200 ans ne présentent pas de fenêtre, en raison des taxes sur les portes et fenêtres existant à l’époque de leur construction. Les pierres sont unies par un liant d’argile mêlée à de la paille ou du roseau, et la charpente est constituée de morta. La couverture est faite de chaume de roseaux (Phragmites australis) — le seigle, puis le jonc jusqu’au XIXe siècle ont précédé le roseau —, dont l’épaisseur peut dépasser un mètre ; l'inclinaison varie de 45 à 53 degrés.
La chaumière traditionnelle selon le bâti ancien, au toit de chaume et aux murs de pierres — schiste ou granite —perspirants, souffre de peu d’apports solaires et d’une ventilation naturelle faible. 
Les matériaux respirants participent à la régulation de l’humidité, provenant du haut niveau de pluviométrie et de la proximité des marais, et empêchent condensation et moisissures ; ils contribuent à assurer une inertie thermique relative.
Il s’agit d’une maison longue à foyer ouvert, qui accueille humains et bétail sans séparation, dans une pièce unique prolongée par une écurie ou une étable. Les récoltes sont stockées dans les combles ; le plancher de ce grenier est en torchis composé de quenouilles, barreaux de châtaignier emmaillotés de foin mélangé à un enduit — ou barbotine — de terre et positionnés en appui sur les poutres. La façade principale est donc percée de trois ouvertures, la porte, une fenêtre étroite, et l’accès aux combles. La porte est à lucet, et empêche les animaux de basse-cour de rentrer, ou les enfants en bas âge de sortir. Compte tenu du faible nombre d’ouvertures, mais aussi du noir de fumée déposé sur les murs et le plafond, l'intérieur de la chaumière est assez sombre ; un badigeonnage à la chaux regayait régulièrement la pièce.
Le XIXe siècle voit apparaître l’ardoise, qui remplace le chaume, et le béton en lieu et place de la pierre apparente.
Fours à pain, puits et croix de chemins font partie du paysage traditionnel. Les fours à pain sont érigés à bonne distance des habitations, afin d’éviter d’enflammer le chaume des toitures, et l’ouverture orientée au nord-nord-est, dans le quadrant opposé aux vents dominants.
Les villages de Kerhinet et de Bréca ont été entièrement restaurés dans leur état original par le parc naturel régional de Brière à partir des années 1970.
On dénombre, en 2013, près de 800 chaumières sur le territoire de la commune, sur les plus de 3 000 recensées dans le parc naturel de Brière.

« Les chaumières constituent la forme la plus emblématique et la plus pittoresque du patrimoine rural de la Brière. Ce type d’habitat ne semble guère avoir évolué jusqu’au milieu du XIXe siècle. C’est à cette époque en effet que les plus riches propriétaires vont introduire de la brique dans leur construction et remplacer la toiture de chaume par une couverture en ardoise. L’aire de répartition des chaumières correspond aux secteurs qui étaient les plus pauvres à la fin du XIXe siècle et qui le sont demeurés jusqu’au milieu du XXe siècle [partie ouest du parc dont Saint-Lyphard fait partie].

La qualité esthétique de ces constructions, leur intérêt historique ou archéologique, leur appartenance à un ensemble bâti homogène, mais aussi la place indéniable qu’elles occupent dans notre mémoire collective, réclament qu’on prévienne la démolition et qu’on leur épargne des aménagements inadaptés. »

— Extrait de la charte paysagère du parc de Brière, juin 2005.

#### Statistiques actuelles
En 2016, le nombre total de logements dans la commune était de 2 083, alors qu'il était de 1 910 en 2011).
Parmi ces logements, 86,6 % étaient des résidences principales, 8,9 % des résidences secondaires et 4,5 % des logements vacants. Ces logements étaient pour 96,3 % d'entre eux des maisons individuelles et pour 3,7 % des appartements.
La proportion des résidences principales, propriétés de leurs occupants était de 81,5 %, stable par rapport à 2011 (81,8 %). La part de logements HLM loués vides était de 4,0 % (identique à 2011), leur nombre étant constant 73 contre 65.
Des statistiques précédentes, il ressort que l'habitat en 2016 est essentiellement individuel, et que les immeubles collectifs sont une minorité.

### Projets d'aménagement
Le plan local d’urbanisme, en application de l’article L.123-1-4 du Code de l’urbanisme, créé par la loi no 2010-788 du 12 juillet 2010 ou Grenelle II, portant engagement national pour l'environnement, contient des recommandations d’orientations d’aménagement ainsi que des échéanciers prévisionnels d’ouverture à l’urbanisation.
En conformité avec les recommandations du Scot, le secteur comprenant Guérande, Herbignac et Saint-Lyphard devrait atteindre 45 % de la production de logement de la communauté d’agglomération durant la période de 2013 à 2010, contre 35 % de 2009 à 2012, l’objectif étant de porter cette proportion à 50 % de 2021 à 2029.
Compte tenu du poids démographique de Saint-Lyphard au sein du secteur considéré, l’objectif de production de logement se monte à 460 logements sur la période de 2013 à 2020, soit 46 logements par an.
Les quartiers retenus pour une urbanisation à vocation principale d’habitat l’ont été en considérant l’extension du centre-bourg ; il s’agit des quartiers La Vallée, Colio, Kerjano, La Chapelle, Kerloumet et Les Grands Arbres. Ils répondent aux contraintes de répartition de 80 % pour le bourg et 20 % pour les villages, en respectant une attribution de 28 % de logements locatifs sociaux parmi l’ensemble des logements produits.

### Risques naturels et technologiques
Bien que sujette à des risques d'inondations par les eaux superficielles, la commune n'est pas astreinte à un plan de prévention du risque inondation (PPRI).
Un arrêté reconnaissant un état de catastrophe naturelle a été pris en décembre 1999 et publié au Journal officiel du 30 décembre 1999 ; il concerne des inondations, coulées de boue et mouvements de terrain intervenus du 25 au 29 décembre 1999.
Saint-Lyphard est située dans une zone sismique à aléa modéré, classée de niveau 3 sur une échelle de 1 à 5. 
Dans son histoire, la commune a ressenti les effets de tremblements de terre proches, comme celui de Bouin en 1799 : l'arrêté du 11 ventôse an VII (1er mars 1799) pris par le conseil municipal d'Herbignac indique que « l’ensemble de la population de la commune de La Brière-en-Saint-Hyphard et la section de Marsani-en-Herbignac accusent des pertes dues au tremblement de terre du 6 pluviôse an VII [25 janvier 1799]. Ces habitants ont ordinaire de tirer des mottes qui servant au chauffage du canton en approvisionnent encore tous les cantons environnants et leur permet de vivre pendant les deux tiers de l’année, ».
Outre les risques d'inondation ou sismiques, la commune est soumise à un risque faible de retrait-gonflement des argiles.
Saint-Lyphard, conformément à la carte communale d’application du schéma routier de Loire-Atlantique, prend également des mesures destinées à limiter l’exposition de la population aux nuisances que peuvent engendrer sur la commune la circulation sur les principales voies. Ainsi, des aménagements visant à réduire la vitesse sur les voies traversant des zones urbaines ou à limiter les nuisances sonores en créant espaces tampons entre voies et habitat ont été décidés, comme dans le hameau de Kerdoguet.

## Toponymie
Le nom de la localité est attesté sous la forme Sanctus Lyphardus en 1287.
Saint-Lyphard vient du saint éponyme (saint Liphard ou Lyphard), abbé de Meung, au VIe siècle.
L'arrêté municipal de la commune d'Herbignac, daté du 11 ventôse an VII (1er mars 1799), mentionne la commune sous le nom « La Brière-en-Saint-Hyphard ».
En gallo, le nom localement attesté est Saint-Nifa,.
En breton, son nom est Sant-Lefer à partir de la fin du XXe siècle.
La carte de Jean-Baptiste Nolin datant de 1695 indique que le breton est encore parlé à l’ouest d’une ligne passant par Férel, Herbignac, Saint-Lyphard, Guérande et Le Pouliguen ; Saint-André-des-Eaux et Escoublac sont en zone romane.

## Histoire

### Préhistoire
Des pointes de flèches en silex du Mésolithique — de 8 000 à 5 000 ans avant notre ère — retrouvés près du village de Kerlo, à proximité des marais du Mès, montrent que les chasseurs-cueilleurs sont passés ou se sont établis sur la localité.
Les mégalithes connus sur le territoire de la commune — entre autres, le dolmen-allée couverte de Kerbourg et le menhir de Mézerac — attestent du peuplement humain au Néolithique, c’est-à-dire entre 5 000 et 2 000 ans avant notre ère.
De ces deux périodes, Mésolithique et Néolithique, date également l’atelier de silex du lieu-dit l’Île de l’Angle, signalé par Henri Quilgars en 1900. 
Une deuxième station de surface est signalée au lieu-dit du Clos d’Orange.
La présence de silex sur le territoire de la commune démontre l’existence d’échanges commerciaux actifs, puisque ce minéral est absent du sous-sol de la localité ; le gisement le plus proche est celui de la pointe de Kerpenhir, sur la commune de Locmariaquer (Morbihan).
Des vestiges de l’âge du fer — datés de 800 à 30 ans avant J.C. — ont également été identifiés. Il s’agit d’une sépulture près du lieu-dit La Guérandaise, de mobiliers au nord-est du village de Keroux et d’une stèle en granit, sans doute vénète, dans le village de Kerbourg.
Des enclos de cette même fin de la Préhistoire ont été signalés en 2013, en amont de Kercabus, à La Guérandaise et à Kerverné, ainsi que des vestiges datant de La Tène jusqu'au Haut-Empire romain aux Quatre Routes.

### Antiquité
La voie romaine qui reliait la Vilaine à Guérande et Méan a désenclavé la presqu’île guérandaise. En effet, pour les contemporains de Jules César, « la Grande Brière subissait l’influence des marées d'une manière très sensible », et « la géographie primitive du vallon de Pont d'Arm devait être un vaste estuaire avec la marée pénétrant beaucoup plus loin qu'aujourd'hui, des rivières débordant à marée montante »,. Cette voie romaine passe au nord-ouest du bourg, par le lieu-dit de Pigeon Blanc.
Le site des Gros Fossés semble attester la présence des Romains sur le territoire de la localité. Il s’agit d'une structure orientée d’est en ouest, qui, avant d’être nivelée au XIXe siècle, devait mesurer de 4 à 8 mètres de haut et autant de large suivant les auteurs, ; ce rempart « coupait d'un bout à l'autre l’isthme séparant le traict de Mesquer et les étangs de Pompas de la Grande Brière, isolant ainsi complètement la presqu’île guérandaise ».  Une des explications fournies pour ce site est d’avoir constitué un retranchement défensif durant la guerre des Vénètes en 56 av. J.-C..
Une autre thèse, développée par Gabriel Bellancourt, après des fouilles menées de 1964 à 1969, conclut à une construction médiévale d’un canal d’écoulement des eaux de la Brière vers l’étier de Pompas, qui se jette dans la baie de Mesquer.
Des débris de tuiles et briques gallo-romaines (tegulae et lateres) jonchent encore le sol à la fin du XIXe siècle aux alentours du menhir de Kerbourg et servent de cale à son assise. De même, Pitre de Lisle du Dreneuc signale en 1883 de nombreux débris romains à proximité du bourg de la Madeleine.

### Moyen Âge
Saint-Lyphard appartient très tôt, au moins depuis le VIe siècle, à une communauté monastique de Meung-sur-Loire (Loiret), paroisse d’où est issu Liphard d'Orléans — qui meurt vers 570.
Propriétaire de marais salants sur le territoire de Guérande, la communauté édifie une église, qu’elle dédie au patron de l’abbaye originelle, sur l’isthme qui rattache la presqu’île guérandaise au continent et à proximité de la voie romaine qui relie la Vilaine à la Loire. Implanté en ce point intéressant du point de vue militaire, économique et religieux, le domaine est par la suite rattaché au temporel de l’évêché d’Orléans, dont dépend Meung-sur-Loire.
Un diplôme, datant de 990 et confirmé par Hugues Capet, qualifie le domaine de vetus mansio (« vieille étape »).
Habitants d'une paroisse de la Brière, les Lyphardais du Moyen Âge n’étaient pas soumis aux droits seigneuriaux et jouissaient du privilège de chasse,.
La paroisse est une possession templière à la fin du XIIe siècle, et verse à l’ordre la moitié des droits sur sa foire ; la trace d’une transaction datant de 1219 confirme cette dépendance.
La localité devient une paroisse à part entière vers 1280, s’affranchissant partiellement de sa dépendance à Guérande, et outre l’isthme qu’elle contrôle, elle étend son territoire jusqu’à l’actuel village de Bréca — la construction d’une chapelle y est mentionnée vers 1169-1170 — et au lieu-dit Marley, qui dépend de la paroisse de Guérande.
Vers 1392, Saint-Lyphard compte trente-deux feux, soit entre 100 et 120 habitants, sur la base de trois à quatre personnes par feu en période de crise. Ce nombre baisse à trente en 1395, puis à vingt-deux en 1426, signe que la paroisse n’a pas été épargnée par les épidémies — la peste frappe la région en 1356, 1362, 1430, 1438, puis encore de 1461 à 1463 ; il est possible que Saint-Lyphard ait été moins durement touchée que ses voisines, car elle est exclue des rabats accordés le 25 octobre 1463, puis en 1472 et 1473, par l’évêché de Nantes aux paroisses du pays guérandais — ou la pauvreté liée aux mauvaises récoltes, comme en 1462. Jean Kerhervé évoque, pour les 30 années qui suivent la réformation du duché de Bretagne, vers 1426-1430, un recul de 20 % de la population. Nul noble n’est recensé en 1426 dans la paroisse.
Dès 1365, Saint-Lyphard, aux côtés des paroisses de Batz, Camoël, Escoublac, Férel, Guérande, Herbignac, Mesquer, Pénestin, Saint-André, Saint-Molf et Saint-Nazaire fait partie de la sénéchaussée de Guérande nouvellement créée. 
En 1551, l'édit de création des présidiaux rattache cette sénéchaussée de la Bretagne à l'autorité juridique de Nantes.

### Temps modernes
Saint-Lyphard est aux XVe et XVIe siècles une paroisse du terrouer de Guérande.
Le vocable terrouer de Guérande désigne, au XVe siècle et au début du XVIe siècle, une circonscription judiciaire, militaire, religieuse et fiscale.
Le duc de Bretagne et l’évêché de Nantes se partagent, à Guérande, des pouvoirs de police et de justice hérités du passé féodal, se différenciant de l’administration municipale du Croisic marquée par son évolution économique et son affirmation politique récentes.
Le terrouer se voit doté, dès la fin de la guerre de Succession de Bretagne, d'une administration menée par un sénéchal, dont le rôle financier et militaire initial devient à partir du XVe siècle plus politique et diplomatique.
Il en résulte des corvées, telle que celle signalée par Alain Gallicé : « le 12 juin 1488, ordre est donné aux paroissiens de Guérande, Batz, Escoublac, Saint-Lyphard, Saint-André, Saint-Molf, Piriac, Mesquer de curer les douves de Guérande ».

### Révolution française et Empire
Saint-Lyphard reste à l’écart de la Révolution, les informations concernant les événements qui secouent la capitale ne parvenant qu’avec retard ; l'année 1789 n’est marquée par aucun fait notoire, à part la nomination, le 5 août, d'un nouveau recteur — ou curé — de la paroisse, l’abbé Julien Landeau.
Les lettres patentes du roi Louis XVI et les décrets de l’Assemblée constituante, datés du 12 novembre 1789, ne parviennent à la connaissance de la commune et de son corps municipal qu’en février 1790. Lors de la réunion des citoyens actifs — ayant contribué trente sols pour obtenir cette prérogative —, le 7 février, six membres du corps municipal, dont le maire, sont nommés compte tenu de la population de 1 143 personnes de la paroisse. Julien Landeau devient le premier maire de la commune, et son substitut est le vicaire de la paroisse, Jean Gougeon. Refusant tous les deux de prêter serment d’allégeance au roi, à la Loi et à la Nation, les deux ecclésiastiques sont privés de leurs droits de citoyens actifs et démis de leurs fonctions le 5 décembre 1790. Julien Landeau est arrêté dans le village de Kerloumet (Saint-Lyphard) et est interné à Nantes le 8 février 1793. La manière dont il parvint à se sauver a été racontée en détail par G. Lenôtre dans son livre "Les noyades de Nantes".
Le 11 octobre de la même année, les autorités du département de Loire-Inférieure décident de transférer les prêtres réfractaires sur un navire à quai sur la Loire afin de désengorger les prisons et le 25 octobre, ceux-ci sont embarqués sur le navire La Gloire. Julien Landeau est l'unique survivant de la première des « noyades de Nantes », le 16 novembre 1793 (26 brumaire de l'an II).
La Convention girondine ayant déclaré la guerre à l’Espagne le 7 mars 1793 et décrété une levée de 300 000 hommes, Saint-Lyphard contribue à l’effort de guerre en tirant au sort dix futurs soldats de dix-huit à quarante ans, tous célibataires ou veufs sans enfant. Mais des émeutes soulèvent les communes rurales qui refusent la conscription et le 14 mars, les Lyphardais, aux côtés d’habitants de Batz et de Saint-André rejoignent les insurgés, arborant la cocarde blanche. Près de six mille paysans marchent sur Guérande le 18 mars et l’investissent le jour suivant, mais l’annonce de l’arrivée du général Beysser suffit à mettre en fuite la plupart des insurgés ; les troupes républicaines pénètrent dans Guérande le 31 mars ; 200 fuyards se réfugient en Brière, suivant en cela François Guériff de Lanouan.

### Époque contemporaine

#### Évolution socio-économique
Au début du XIXe siècle, l’essentiel de l’activité économique de la commune est centré sur l’agriculture ; la taille moyenne d’une exploitation est de quatre à cinq hectares.
L’utilisation de matériel agricole — charrues brabant, destinées au labour à plat — et des attelages ne se développe qu’à partir de la moitié du XIXe siècle, sous l’impulsion de la ferme-école de Saint-Gildas-des-Bois créée en 1849,. Outre le blé et le seigle, les paysans produisent alors des choux et des betteraves, du blé noir, des pommes de terre et du lin. Une activité de tissage s’est développée localement et va perdurer jusque dans les années 1930 dans le village de Kerjano. En 1941, Bréca est le premier port de la Brière, accueillant une flottille de blins chargés de tourbe et de roseaux .
La vigne est encore présente sur la commune jusqu’au début du XXe siècle et les cépages cultivés sont essentiellement l’auxerrois, le couderc, l’othello et le noah.
Jusqu'en 1914, la population rurale vit en cycle fermé de son bétail et de ses champs. La période d'entre les deux guerres est une époque de transition, durant laquelle les marins au long cours disparaissent et l’extraction et le séchage de la tourbe qui représentent une source de revenus importante pour les Briérons en général et pour les Lyphardais en particulier, vont disparaître graduellement.
À la fin de la Seconde Guerre mondiale, les marais sont engorgés et l'habitat endommagé ; l'économie d'élevage et de polyculture est abandonnée et devient ouvrière, la main d'œuvre féminine est largement inemployée.

#### Contribution locale aux conflits mondiaux
Cinq Lyphardais périssent lors des combats de la guerre franco-allemande de 1870.
En juin 1913, Saint-Lyphard et les autres communes de la Brière s’opposent au projet d’assèchement du marais, mené par des investisseurs parisiens. Le projet occupe encore le conseil municipal local du 23 août 1914, alors que la mobilisation générale a été décrétée le 1er août,.
Au début de 1914, 375 personnes de la commune ont été mobilisées, ce qui ramené au dernier recensement précédant cette date — 1911, 1 986 habitants — représente près de 19 % de la population. La commune accueille 119 réfugiés venus du Nord-Est de la France durant le conflit. Au total, 110 Lyphardais meurent au cours des combats de la Première Guerre mondiale.
La Seconde Guerre mondiale marque également profondément la commune. Dès septembre 1939, 150 Lyphardais de 20 à 40 ans sont mobilisés. La localité accueille des réfugiés de guerre, du Nord et de l’Est de la France, mais également des Belges, des Juifs allemands et des soldats polonais ou algériens.
Les troupes allemandes investissent la ville dès juin 1940 et établissent la Kommandantur dans les locaux du presbytère et une infirmerie au centre du bourg. Les villages de Mézerac, Kermouraud, Keralio et Kervy font l'objet d'une surveillance particulière de la part de l'occupant. Les Lyphardais sont mis à contribution pour la construction de la base sous-marine de Saint-Nazaire à partir de 1941, et des blockaus des fortifications côtières. Ils sont également réquisitionnés pour la surveillance de la ligne téléphonique, sujette au sabotage, l'érection de la station de pompage de Bréca et le fossé antichar miné qui s'établit entre le Pont d'Os et Trécrelin, réplique de l'ouvrage antique des Gros Fossés, pour empêcher l'accès à Saint-Nazaire en provenance du nord-ouest en coupant l'isthme de Saint-Lyphard.
Durant l'hiver 1942-1943, et jusqu'en 1945, la Brière est inondée pour interdire l'atterrissage des avions alliés et de parachutistes. 
La localité est bombardée à plusieurs reprises.
À partir de février 1943, d'autres familles fuyant les bombardements de Saint-Nazaire et de Saint-André-des-Eaux se réfugient à Saint-Lyphard, portant le nombre de réfugiés à plus de 600.
Le maire de Saint-Lyphard durant la Seconde Guerre mondiale est Pierre Litoux, également secrétaire du syndicat des producteurs de lait locaux. Sa mobilité en tant que collecteur de lait lui permet de cacher son rôle de délégué principal aux affaires civiles et représentant légal du colonel « Félix ».
Comme ses voisines briéronnes de l'arrière pays nazairien, Saint-Lyphard se trouve prise à la fin de la Seconde Guerre mondiale dans la poche de Saint-Nazaire ce qui lui vaut une prolongation de Occupation allemande de 9 mois de plus que le reste de la région (d'août 1944 au 11 mai 1945).
Saint-Lyphard déplore la mort ou la disparition de huit personnes durant les combats de ce second conflit mondial, auxquelles s'ajoutent la déportation d'au moins trois habitants.

## Politique et administration

### Tendances politiques et résultats
Saint-Lyphard présente un profil politique contrasté, alternant les choix de candidats de droite et de gauche aux élections présidentielles ; pour les élections de 2007, Nicolas Sarkozy (UMP) devance au premier tour Ségolène Royal (PS), mais cinq ans plus tard François Hollande (PS) arrive en tête au premier tour de l'élection présidentielle devant Nicolas Sarkozy. De même, l’édition de 2015 des élections régionales voit la victoire d’un candidat de droite, alors que l'édition de 2010 avait choisi un candidat de gauche ; en 2014, les élections municipales ont porté au pouvoir une liste divers gauche. La commune se démarque également des tendances départementales : lors des dernières élections régionales de 2015, les électeurs de Saint-Lyphard choisissent le candidat de droite, Bruno Retailleau, alors le reste du département élit Christophe Clergeau (Union de la gauche).

#### Élection présidentielle la plus récente
Lors du premier tour des élections présidentielles de 2017, Emmanuel Macron (La République en marche), est arrivé en tête avec 26.68 % des suffrages exprimés, suivi par François Fillon (Les Républicains), qui a réuni 20,15% des suffrages exprimés. Lors du second tour, Emmanuel Macron, élu, a recueilli 67,13 % des suffrages et Marine Le Pen (Front national), 32,87 % des suffrages.
Lors du deuxième tour de l'élection présidentielle de 2012 à Saint-Lyphard, François Hollande était arrivé en tête avec 51.71 % des suffrages exprimés, devant Nicolas Sarkozy, 48.29 % des suffrages exprimés.

#### Élection municipale la plus récente
Le nombre d'habitants au recensement de 2017 étant compris entre −3 500 et 4 999, le nombre de membres du conseil municipal pour l'élection de 2020 est de 27.
Lors des élections municipales de 2020, les 27 conseillers municipaux ont été élus à l'issue du premier tour ; le taux de participation était de 52,47 %. La liste « Ensemble pour Saint-Lyphard, ses deux bourgs et ses villages » (divers centre) a obtenu 21 des 27 sièges au conseil municipal à pourvoir. 
Les deux listes en présence se présentaient avec les étiquettes divers centre (LDVC) et divers droite (LDVD).

### Liste des maires
Sept maires se sont succédé depuis 1929 :
| Période        | Période      | Identité                   | Étiquette    | Qualité |
| -------------- | ------------ | -------------------------- | ------------ | --- |
| 19 mai 1929    | 25 mars 1977 | Pierre Litoux              | UNR puis UDR | Cultivateur et éleveur laitier Député de la Loire-Atlantique (7e circ.) (1962 → 1968)                                      |
| 25 mars 1977   | 13 juin 1988 | Henri Bernard (1930-1988)  |              | Entrepreneur de charpente-menuiserie Décédé en fonction                                                                    |
| 7 juillet 1988 | mars 1989    | Gilbert Coué (1930-1999)   |              | Agriculteur, ancien adjoint au maire Maire intérimaire après le décès de Henri Bernard                                     |
| mars 1989      | 23 mars 2001 | Michel Bernard (1935-2018) |              | |
| 23 mars 2001   | 9 mai 2001   | Jean-Noël d’Acremont       |              | Ancien directeur des Chantiers de l'Atlantique et président de la CCI de Saint-Nazaire Démissionnaire pour raison de santé |
| 9 mai 2001     | 29 mai 2020  | Chantal Brière-Coué        | DVD          | Exploitante agricole Conseillère départementale de Guérande (2015 → 2021)                                                  |
| 29 mai 2020    | En cours     | Claude Bodet               | DVC puis DVG | Directeur adjoint de lycée 14e vice-président de la CA Cap Atlantique (2020 → )                                            |

### Rattachements administratifs et électoraux

#### Instances juridiques et administratives
Dans le ressort de la cour d'appel de Rennes, Saint-Lyphard relève de Saint-Nazaire pour toutes les juridictions, à l'exception du tribunal administratif, de la cour administrative d'appel et de la cour d’assises, situés tous les trois à Nantes.
La commune se trouve dans la circonscription de gendarmerie de Saint-Nazaire et la brigade de proximité la plus proche est située à Herbignac,.
Le centre de secours et d'incendie de Saint-Lyphard est installé au centre du bourg, rue de la Côte d'Amour ; créé à la suite du conseil municipal du 22 août 1948, il est constitué uniquement de volontaires,.
Depuis octobre 1999 l'association intercommunale des jeunes sapeurs-pompiers du canton d'Herbignac prépare des adolescents au brevet national, qui leur permet à partir de 18 ans de rejoindre le corps des sapeurs-pompiers.

#### Intercommunalité
La commune est membre de la communauté d'agglomération de la Presqu'île de Guérande Atlantique.
Elle adhère également au syndicat intercommunal de la fourrière pour animaux de la presqu'île guérandaise, dont le siège est à La Baule-Escoublac, et au syndicat départemental d'énergie de la Loire-Atlantique (SYDELA) dont le siège est situé à Orvault.
Avec Guérande, elle anime le syndicat intercommunal de la Madeleine, dont l'objet initial était la création et l’animation de centres sociaux-culturels et la gestion des cimetières ; le SIVU a été transformé en SIVOM en 2017, et ses compétences ont été élargies aux animations culturelles, sportives et aux aménagements urbains. Elle appartient également au syndicat mixte du parc naturel de la Brière, à caractère environnemental et au syndicat mixte pour l'aménagement du bassin du Brivet.

#### Rattachements électoraux
La commune appartient depuis 2015 au  canton de Guérande, dont le bureau centralisateur est Guérande. Le canton compte 49 897 habitants —  population totale avec double compte du recensement de 2017 ; depuis mars 2015, Chantal Brière et Jean-Pierre Bernard sont les conseillers départementaux.
La commune de Saint-Lyphard est rattachée à l'arrondissement de Saint-Nazaire et à la 7e circonscription de la Loire-Atlantique, dont la députée est Sandrine Josso (LREM), depuis 2017.

### Politique environnementale

#### Ordures ménagères
La commune, au sein de la communauté d'agglomération de la Presqu'île de Guérande Atlantique, organise le tri des ordures ménagères ; la régie d’Herbignac est chargée de la collecte hebdomadaire des bacs roulants, en séparant les journaux et les magazines, ainsi que les emballages légers,.
re de déchets ménagers, c'est ), tandis que le traitement est confié à la station de transfert de Guérande exploitée par Véolia.
La déchèterie la plus proche du bourg, permettant la collecte des encombrants, est en fonction à Herbignac, au lieu-dit Pompas. Près de 10 points d’apport volontaire sont également répartis en 2020 sur le territoire de la commune.
Les ordures ménagères des communes adhérant à la communauté d’agglomération Cap Atlantique transitent uniquement par la station de transfert de Guérande dont la gestion a été confiée à la société EGDC ; cette station a une capacité annuelle de près de 65 000 t de déchets, pour un besoin annuel estimé à 30 000 t au début de son exploitation,.

#### Qualité de l'eau
Saint-Lyphard fait partie du périmètre du schéma directeur d'aménagement et de gestion des eaux (SDAGE) Loire-Bretagne 2016-2020 adopté le 12 décembre 2013. Le schéma d'aménagement et de gestion de l’estuaire de la Loire concerne la partie est de la commune, couverte par la Brière, tandis que celui de la Vilaine recouvre l’ouest du territoire, où s’étalent le marais du Mès et celui de Mezérac.
L’eau potable provient principalement des usines du Drézet à Férel— principale ressource de la région, malgré une qualité des eaux brutes assez médiocre, exploitée par Suez — et de Campbon, en appoint lorsque les eaux brutes de la Vilaine sont trop concentrées.
Des forages exécutés en 1955 ont confirmé l'absence de nappe aquifère sur le territoire de la commune.
La commune délègue à la communauté d'agglomération de la Presqu'île de Guérande Atlantique la gestion et la collecte des eaux potables et pluviales et l’assainissement des eaux usées. Depuis 2016, Cap Atlantique a confié à Veolia, la gestion des stations d’épuration et de l’ensemble des équipements du réseau d’eaux usées, ainsi que la collecte, le transport et le traitement des eaux usées,.
Pour le traitement des eaux usées, la commune de Saint-Lyphard fait appel à SEPIG Atlantique. L'entreprise coordonne cinq stations d’épuration, dont la principale est située près du bourg et dispose d’une capacité de 5 200 EqH (équivalent-habitant). Les autres stations sont réparties sur le territoire communal à Breca, Kerhinet, Mézerac, Kerolivier et La Madeleine.

### Finances communales
Saint-Lyphard appartient à la strate des communes ayant une population comprise entre 3 500  et   5 000 habitants.
Le tableau ci-dessous présente l'évolution de la capacité d'autofinancement, un des indicateurs des finances locales de Guérande sur la période de 2012 à 2018 :
|                      | 2012 | 2013 | 2014 | 2015 | 2016 | 2017 | 2018 |
| -------------------- | ---- | ---- | ---- | ---- | ---- | ---- | ---- |
| Saint-Lyphard        | 94   | 74   | 72   | 100  | 100  | 108  | 164  |
| Moyenne de la strate | 181  | 177  | 165  | 174  | 177  | 179  | 183  |

Au cours de la période considérée, la capacité d'autofinancement de la commune est systématiquement inférieure à celle de la moyenne de la strate.

### Jumelage
Saint-Lyphard n'est jumelée avec aucune autre commune.

## Population et société

### Démographie
Selon le classement établi par l'Insee, Saint-Lyphard fait partie de l'aire urbaine et de la zone d'emploi de Saint-Nazaire et du bassin de vie d'Herbignac. Elle n'est intégrée dans aucune unité urbaine. Toujours selon l'Insee, en 2010, la répartition de la population sur le territoire de la commune était considérée comme « peu dense » : 97 % des habitants résidaient dans des zones « peu denses »  et 3 % dans des zones « très peu denses ».

#### Évolution démographique
L'évolution du nombre d'habitants est connue à travers les recensements de la population effectués dans la commune depuis 1793. Pour les communes de moins de 10 000 habitants, une enquête de recensement portant sur toute la population est réalisée tous les cinq ans, les populations de référence des années intermédiaires étant quant à elles estimées par interpolation ou extrapolation. Pour la commune, le premier recensement exhaustif entrant dans le cadre du nouveau dispositif a été réalisé en 2006.

En 2022, la commune comptait 5 246 habitants, en évolution de +11,64 % par rapport à 2016 (Loire-Atlantique : +6,68 %, France hors Mayotte : +2,11 %).
| 1793  | 1800 | 1806  | 1821  | 1831  | 1836  | 1841  | 1846  | 1851  |
| ----- | ---- | ----- | ----- | ----- | ----- | ----- | ----- | ----- |
| 1 140 | 979  | 1 094 | 1 146 | 1 354 | 1 301 | 1 352 | 1 439 | 1 471 |

| 1856  | 1861  | 1866  | 1872  | 1876  | 1881  | 1886  | 1891  | 1896  |
| ----- | ----- | ----- | ----- | ----- | ----- | ----- | ----- | ----- |
| 1 497 | 1 629 | 1 691 | 1 630 | 1 799 | 1 928 | 1 933 | 2 026 | 2 011 |

| 1901  | 1906  | 1911  | 1921  | 1926  | 1931  | 1936  | 1946  | 1954  |
| ----- | ----- | ----- | ----- | ----- | ----- | ----- | ----- | ----- |
| 2 003 | 2 067 | 1 986 | 1 735 | 1 659 | 1 554 | 1 491 | 1 435 | 1 334 |

| 1962  | 1968  | 1975  | 1982  | 1990  | 1999  | 2006  | 2011  | 2016  |
| ----- | ----- | ----- | ----- | ----- | ----- | ----- | ----- | ----- |
| 1 331 | 1 357 | 1 554 | 2 364 | 2 889 | 3 180 | 4 030 | 4 388 | 4 699 |

| 2021  | 2022  | - | - | - | - | - | - | - |
| ----- | ----- | - | - | - | - | - | - | - |
| 5 104 | 5 246 | - | - | - | - | - | - | - |

La croissance de la population de Saint-Lyphard est l’une des plus dynamiques de la région à l’ouest de Nantes.

Saint-Lyphard connaît une croissance démographique continue dont le dynamisme ne se dément pas depuis les années 1960 ; sur la période 1999-2009, l'augmentation de
population de la commune a été de 34 % contre 12 % pour communauté d'agglomération Cap Atlantique, 12 % pour la Loire-Atlantique et 13 % pour la région Pays de la Loire. Elle connaît un taux de croissance annuel moyen (TCAM) de 2,1 % chaque année entre 1990 et 2007, de même ampleur que celui d'Assérac, Saint-Molf et Saint-André-des-Eaux, mais supérieur à celui de Guérande (inférieur à 2,0 %) ou de ceux des communes du litoral comme La Baule (inférieur à 1,0 %).

#### Pyramide des âges
La population de la commune est relativement jeune.
En 2018, le taux de personnes d'un âge inférieur à 30 ans s'élève à 35,1 %, soit en dessous de la moyenne départementale (37,3 %). À l'inverse, le taux de personnes d'âge supérieur à 60 ans est de 24,4 % la même année, alors qu'il est de 23,8 % au niveau départemental.
En 2018, la commune comptait 2 317 hommes pour 2 451 femmes, soit un taux de 51,41 % de femmes, légèrement inférieur au taux départemental (51,42 %).
Les pyramides des âges de la commune et du département s'établissent comme suit.
| Hommes | Classe d’âge | Femmes |
| ------ | ------------ | ------ |
| 0,5    | 90 ou +      | 1,5    |
| 5,5    | 75-89 ans    | 7,6    |
| 16,6   | 60-74 ans    | 16,9   |
| 21,7   | 45-59 ans    | 20,5   |
| 19,5   | 30-44 ans    | 19,5   |
| 14,2   | 15-29 ans    | 13,3   |
| 21,9   | 0-14 ans     | 20,7   |

| Hommes | Classe d’âge | Femmes |
| ------ | ------------ | ------ |
| 0,6    | 90 ou +      | 1,8    |
| 6      | 75-89 ans    | 8,6    |
| 15,1   | 60-74 ans    | 16,4   |
| 19,4   | 45-59 ans    | 18,8   |
| 20,1   | 30-44 ans    | 19,3   |
| 19,2   | 15-29 ans    | 17,4   |
| 19,5   | 0-14 ans     | 17,6   |

### Enseignement
Saint-Lyphard est rattachée à l’académie de Nantes, dans la zone B du calendrier scolaire. La commune dispose de deux écoles primaires publiques — groupes scolaires Les Roselières et Jean-de-La Fontaine — et d’une école primaire confessionnelle privée (école Sainte-Anne) ; l’école Jean-de-La-Fontaine est située dans le village de La Madeleine, dont le territoire s’étend sur les deux communes de Guérande et de Saint-Lyphard.
Les enfants ont accès aux collèges et lycées d’Herbignac — collège public Jacques-Prévert et collège privé Saint-Joseph — et de Guérande — collèges publics Jacques-Brel et du Pays blanc et collège privé Saint-Jean-Baptiste ; lycées privés La Mennais et Gallilée,.

### Santé
Les soins sur place sont assurés en 2020 par deux médecins généralistes, assistés d'auxiliaires médicaux et d’une pharmacie. Les habitants de Saint-Lyphard ont également accès à l'hôpital intercommunal de la Presqu'île, résultant de la fusion en 2003 du centre hospitalier de Guérande et de l'hôpital local du Croisic, ainsi qu’à l’hôpital de jour L’Estran de Guérande et à la maison de retraite de La Brière. Les urgences sont traitées par les établissements de Saint-Nazaire, la polyclinique de l'Europe et le centre hospitalier, situés à quelque quinze kilomètres.

### Sports
La commune dispose d’une salle omnisports dans le complexe sportif de La Vinière, qui peut accueillir des sports de ballon (basket-ball, handbal et volley-ball) et des activités d'arts martiaux, tels que le karaté. En activité extérieure, le complexe de La Vinière comprend également depuis 1995 un stade de football ainsi que des terrains de tennis.
Les enfants de la commune bénéficient également de l’accès à des activités sportives éducatives par tranche d’âge ; ainsi une école multisport est ouverte aux enfants de sept à onze ans, durant l'année scolaire, et une découverte des activités de pleine nature s’adresse durant la même période aux enfants de onze à quatorze ans ; ces actions qui s'adressent aux communes rurales de moins de 12 000 habitants de Loire-Atlantique, sont coordonnées et animées par des responsables de l’animation sportive départementale.
Le sentier de grande randonnée 39 (GR 39) traverse la Haute-Bretagne du nord au sud. Il débute au Mont-Saint-Michel (Manche) pour se terminer à Guérande, en passant par Saint-Lyphard.

## Économie

### Entreprises et commerces
- Indication géographique protégée (IGP) Mâche nantaise
- Black Box

## Culture locale et patrimoine
Saint-Lyphard compte 2 monuments répertoriés à l'inventaire des monuments historiques. Par ailleurs, elle compte 5 objets répertoriés à l'inventaire des monuments historiques et 17 objets répertoriés à l'inventaire général du patrimoine culturel.

### Lieux et monuments

#### Patrimoine civil
Les deux monuments inventoriés à l'inventaire des monuments historiques proviennent du Néolithique ; il s'agit du dolmen-allée couverte de Kerbourg, classé par arrêté du 29 octobre 1951 et du menhir de Mézerac, inscrit par arrêté du 26 mars 1981.
L'ensemble de Kerbourg — ou de l'Île de la Motte — est constitué de deux dolmens. Le premier est un « dolmen à couloir », dit « en P », et mesure 7,70 mètres de long. Il est constitué d'un corridor débouchant sur une chambre plus haute (près de 1,50 mètre) et plus large.
La structure mégalithique est bien conservée et est toujours recouverte par quatre tables de granite. 
Le second édifice, probablement de même nature que le précédent, est très ruiné. Seuls en subsistent des éléments de la chambre sépulcrale, dont une table comportant une cupule. Le site a été fouillé dès 1868 par William Collings Lukis et les objets révélés par ces fouilles sont conservés au British Museum.
Le menhir de Mézerac dans les marais du même nom, également appelé pierre, roche ou menhir du Len, est un bloc de granite de trois mètres de haut, dont seuls deux mètres s'élèvent au-dessus du sol. Il possède une assise au sol large de 2,70 mètres.
Un deuxième menhir se dresse entre Kerbourg et le lieu-dit Les Quatre-Routes, nommé la Pierre Blanche ou Pierre de Trémélu. Il s'agit d'un bloc de quartz blanc haut de 2,10 m, situé au milieu d'un champ, qui a fait l'objet de fouilles menées en octobre 1898 par Henri Quilgars. Des débris de tuiles et briques gallo-romaines (tegulae et lateres) jonchent encore le sol à la fin du XIXe siècle et calent l'assise du menhir. Selon Quilgars, « le menhir […] est donc contemporain de l'époque romaine, ou même […] postérieur ».
Deux autres sites de pierres dressées ont disparu depuis leur signalement au XIXe siècle. Il s'agit de l'alignement de la Pierre Fendue au lieu-dit Clos d'Orange — au nord-ouest de la commune, à proximité du port de la Pierre Fendue —, signalé en 1836 par Jean-Marie Bachelot de La Pylaie, et du menhir du lieu-dit le Guévin, près du port de la Belle-Fontaine — au nord-ouest à nouveau — mentionné par Pitre de Lisle du Dreneuc en 1884 et toujours présent sur le cadastre de 1929.
Plusieurs dolmens ruinés subsistent par ailleurs sur la commune, comme celui de la Butte du Crupien, qui montre six grandes dalles renversées, le dolmen transepté du lieu-dit la Brousse à Boden, le dolmen à couloir du lieu-dit l'Île de l'Angle dont il ne demeure qu'une énorme dalle ou encore le dolmen du lieu-dit Le Déhen. Trois autres dolmens, disparus depuis leur description par Henri Quilgars en 1880, se sont dressés au sud du Clos d'Orange.
Enfin, un tumulus, la « maison Gergo » ou la « butte à Gervat », subsiste à Bréca ; il a été étudié par Pitre de Lisle du Dreneuc à la fin du XIXe siècle.

#### Patrimoine religieux
L'église Saint-Lyphard se dresse à l'emplacement d'un édifice roman, datant de la deuxième moitié du XIIe siècle, dont le clocher est frappé par la foudre le 31 août 1849, entraînant la destruction presque totale de la couverture. La construction du nouvel édifice, de style néogothique, s'étale de 1885 à 1938. L'église se distingue par un clocher peint en rose, résultant des travaux de réfection et d'embellissement réalisés de 2006 à 2008. Culminant à près de 50 mètres — l'altitude moyenne de la commune est de 5 mètres —, il est ouvert aux visites et permet d'avoir une vue globale des marais de la Brière.
La croix de Keralio, menhir christianisé, se dresse, au lieu-dit la Croix Longue, sur un tertre octogonal et mesure 2,90 mètres de haut. La dalle de granite qui lui sert d'assise est ornées de cupules.
La tradition orale retient que les croix de Keralio et de Kerdanestre ont fait partie d'un ensemble mégalithique à proximité de la voie romaine, appelée localement le chemin des Saulniers, qui reliait la Vilaine à Guérande et Méan. 
La pierre de Keralio semble avoir été taillée en forme de croix au VIe siècle mais cette datation porte à controverse. Tout comme la croix-menhir de Kerdanestre, elle est déplacée et dissimulée pendant la Révolution, puis érigée à nouveau, à quelque distance de son emplacement original.
La croix de Kerdanestre, autre menhir christianisé, pointe à 800 mètres de celle de Keralio, sur un socle quadrangulaire dissimulé sous le piédestal en pierre.
Elle porte une plaque qui indique « Date 1717. Rénové le 28/11/1981 par l’Association de La Madeleined’Hier et d’Aujourdhui ».

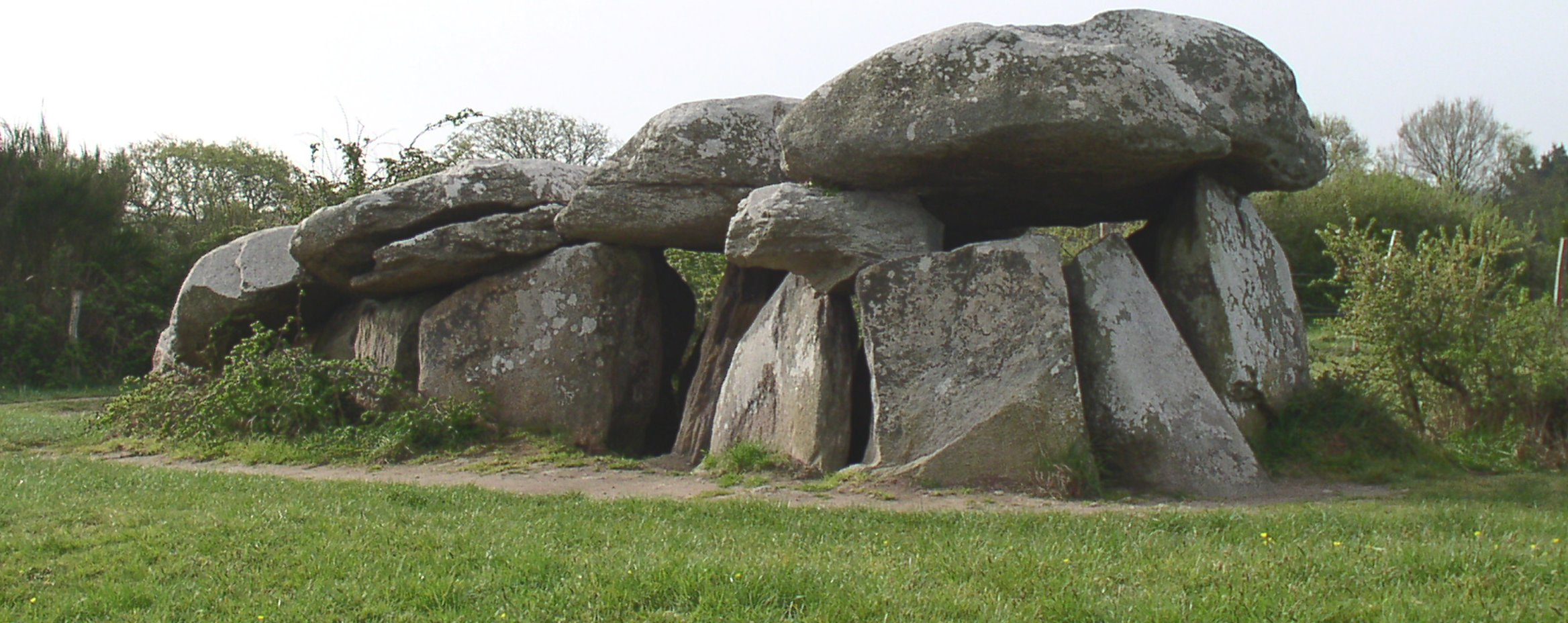
Dolmen de Kerbourg.
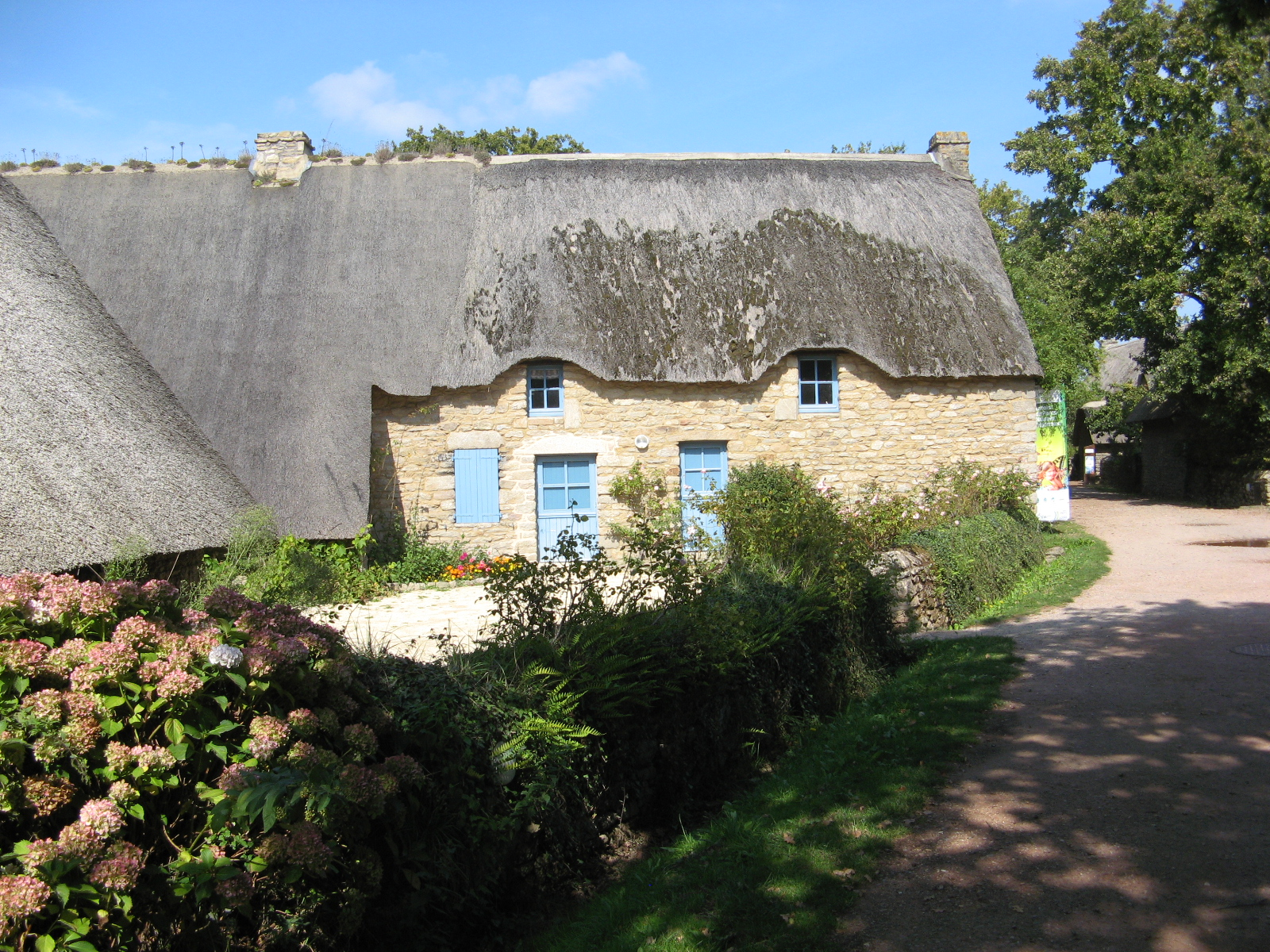
Village de Kerhinet.
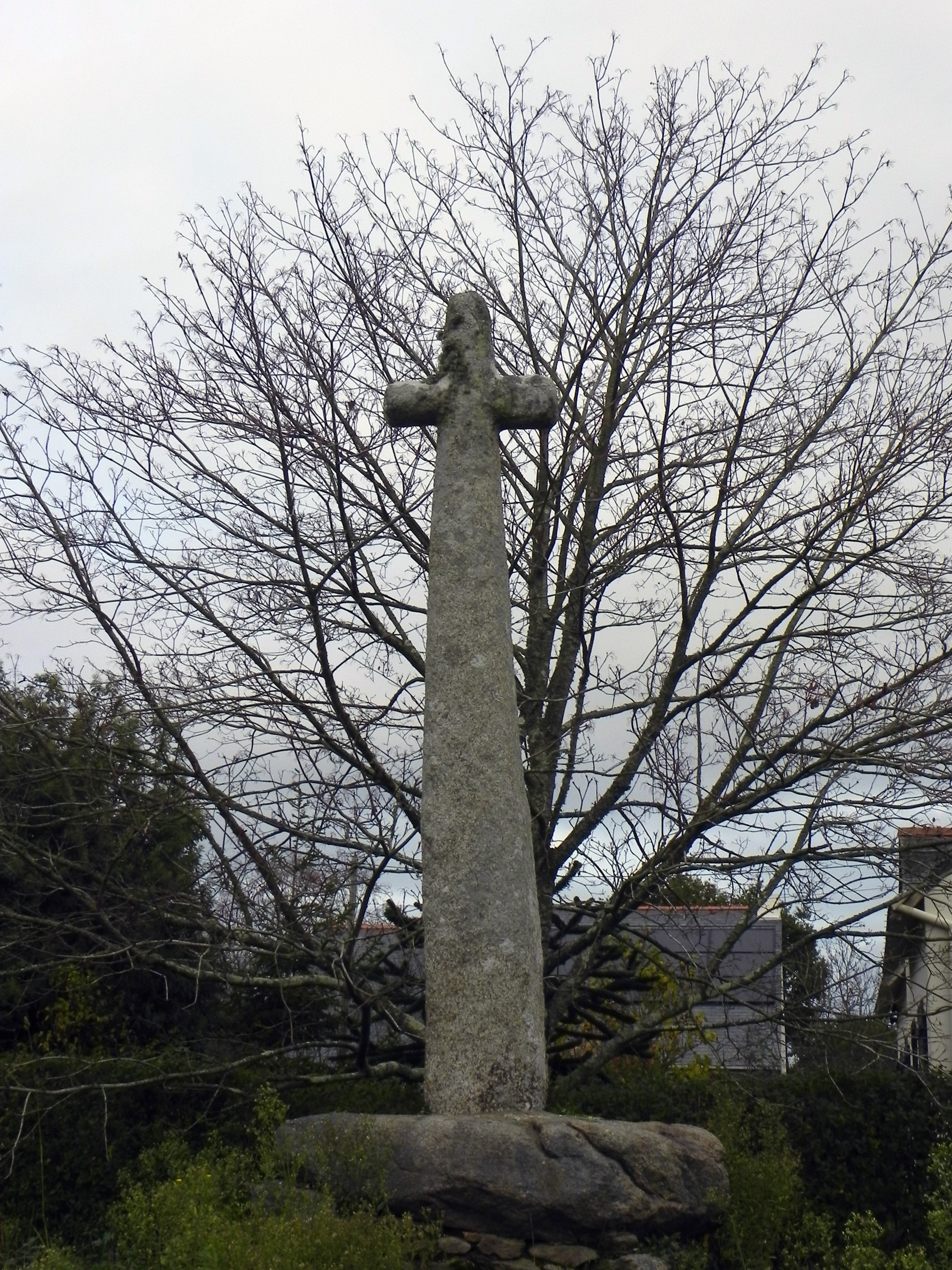
Croix-menhir de Keralio.

### Patrimoine naturel
Saint-Lyphard détient en 2020 deux labels, celui du concours des villes et villages fleuris — avec trois fleurs — et celui, plus touristique, de la Fédération française des stations vertes de vacances et des villages de neige, en tant que station verte.
- Marais de Pompas
- Marais d'Arbourg

### Personnalités liées à la commune
- Julien Landeau

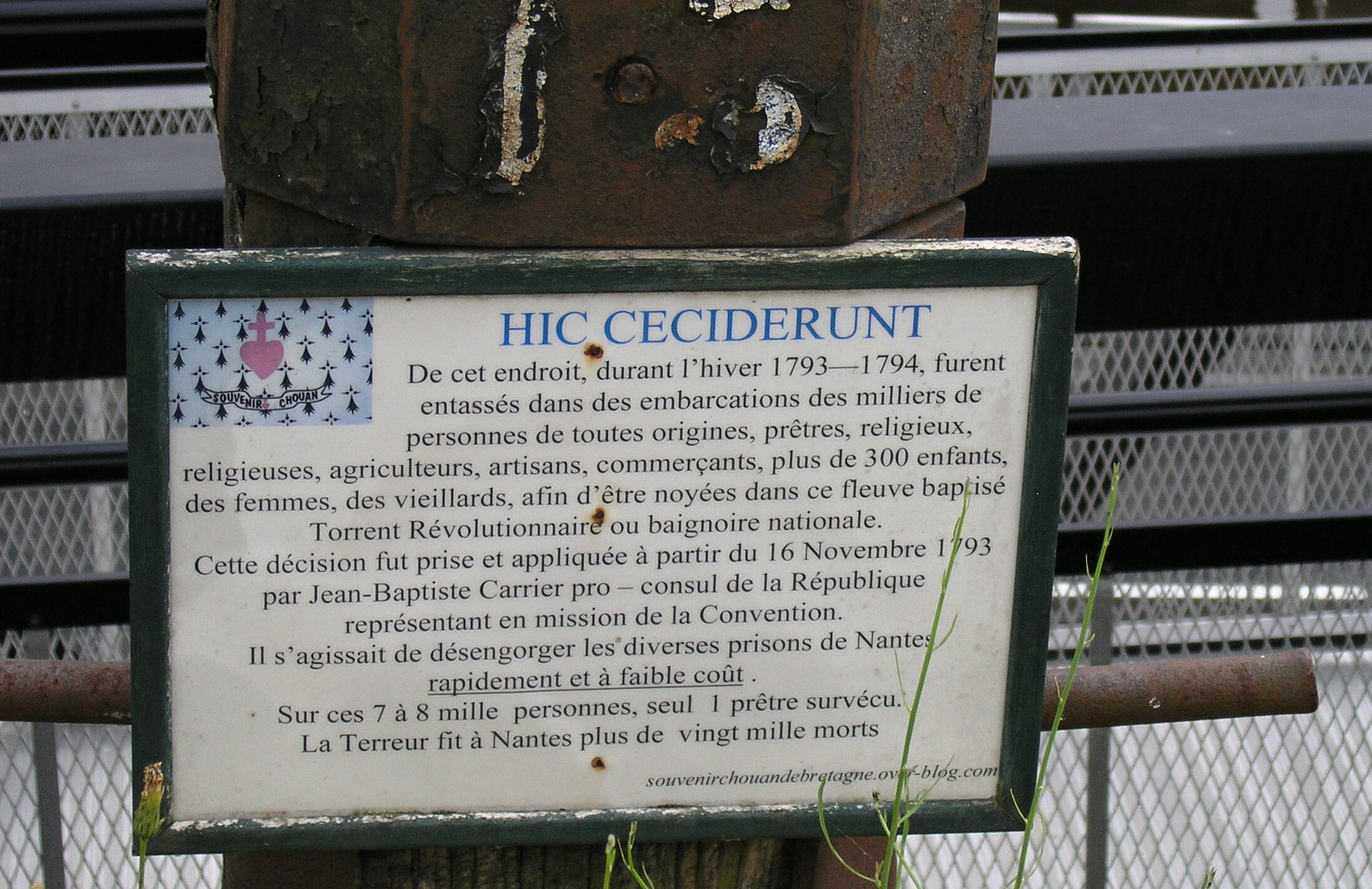
Plaque commémorative, située sur le quai de la Fosse à Nantes, au niveau du ponton Belem à l'aval du pont Anne-de-Bretagne. L'unique survivant est Julien Landeau

- Paul-Marie Le Bihain (1872-1935), prélat.
- Pierre Litoux, né le 7 juillet 1902 à Saint-Lyphard et mort le 12 mai 1987 dans la même ville, est un homme politique, maire de la commune de 1929 à 1977[172].
- Jean-Noël d’Acremont

### Héraldique, logotype et devise
| Blason de Saint-Lyphard | Blason  | Parti : au premier, d'or à l'amphiptère de gueules ; au second, de gueules à l'épée haute d'or ; le tout sommé d'un chef d'hermine. |
| Blason de Saint-Lyphard | Détails | Le statut officiel du blason reste à déterminer.                                                                                    |